# Sinosenecio bodinieri
Sinosenecio bodinieri là một loài thực vật có hoa trong họ Cúc. Loài này được (Vaniot) B.Nord. miêu tả khoa học đầu tiên năm 1978.